# Stara Droga Kresowa
Stara Droga Kresowa (niem. Grenz Weg, 540–922 m n.p.m.) – droga leśna w południowo-zachodniej Polsce, w Górach Bialskich w Sudetach Wschodnich.
Droga przez łąki, później lasem regla dolnego mija skały Trzy Siostry.

## Szlaki turystyczne
Drogą biegnie szlak turystyczny:
- niebieski E3 Stary Gierałtów - Kamienica[1].